# 洛斯托夫特
洛斯托夫特（英語：Lowestoft）是英國英格蘭薩福克郡的一个镇。洛斯托夫特位於北海沿岸、英國最東端。2010年時，洛斯托夫特估計有人口58,560人 。

## 外部連結
- Nation on Film – the rise and fall of the fishing industry on England's east coast （页面存档备份，存于）, BBC website.

 维基共享资源上的相關多媒體資源：洛斯托夫特